# Lingui, les liens sacrés
Pour les articles homonymes, voir Lingui.
Pour plus de détails, voir Fiche technique et Distribution.
Lingui, les liens sacrés est un film tchadien réalisé par Mahamat Saleh Haroun, sorti en 2021. Il est présenté en compétition au festival de Cannes 2021,.

## Synopsis
Une femme tchadienne élève seule sa fille, quinze ans, et l'encourage à poursuivre sa scolarité. Elle a eu cette enfant hors mariage, ce qui lui vaut d'être marginalisée. Elle est amenée à aider sa fille à avorter après un viol, alors que l'avortement est interdit dans ce pays et constitue un tabou. Dans l’arabe-tchadien, le lingui désigne les liens d’entraide dans les rapports familiaux et amicaux,,,.

## Fiche technique
Sauf indication contraire, les informations mentionnées dans cette section peuvent être confirmées par la base de données cinématographiques IMDb,  présente dans la section « Liens externes ».
- Titre français : Lingui, les liens sacrés
- Réalisation et scénario : Mahamat Saleh Haroun
- Musique : Wasis Diop
- Photographie : Mathieu Giombini
- Montage : Marie-Hélène Dozo
- Production : Pili Films
- SOFICA : Cinémage 14, Indéfilms 8
- Pays de production :  Tchad
- Langues originales : français et arabe tchadien
- Format : couleurs - 35 mm
- Genre : drame
- Durée : 87 minutes
- Dates de sortie :
  - France : 8 juillet 2021 (Festival de Cannes 2021), 8 décembre 2021 (sortie nationale) Dates sujettes à modification

## Distribution
- Achouackh Abakar Souleymane : Amina
- Rihane Khalil Alio : Maria
- Youssouf Djaoro : Brahim

## Sortie
En France, le site Allociné recense une moyenne des critiques presse de 3/5.

## Distinction
- Festival de Cannes 2021 : sélection officielle,  en compétition pour la Palme d'or